# Trochalus damarus
Trochalus damarus är en skalbaggsart som beskrevs av Louis Albert Péringuey 1904. Trochalus damarus ingår i släktet Trochalus och familjen Melolonthidae. Inga underarter finns listade i Catalogue of Life.